# Ingeniørernes A-kasse
Ingeniørernes A-kasse (forkortet IAK) var en arbejdsløshedskasse for ingeniører, maskinmestre og andre med en teknisk-naturvidenskabelig uddannelse. IAK var også a-kasse for medlemmer af Dansk Formandsforening.
IAK havde knap 70.000 medlemmer og var formelt set en forening, der havde en anerkendelse som statsanerkendt arbejdsløshedskasse. IAK administrerede også efterlønsordningen for medlemmerne. IAK tegnedes af et repræsentantskab og en hovedbestyrelse, der begge var valgt af medlemmerne.
IAK havde hovedkontor i København og regionale kontorer i Aalborg, Århus og Odense. IAK ejede desuden konsulenthuset Komplement, som udbyder coaching, karriererådgivning, outplacementforløb m.v.

## Fusion
1. juli 2013 fusionerede Ingeniørernes A-kasse og Akademikernes A-kasse og hedder nu Akademikernes A-kasse .